# Rubén Sánchez
Rubén Sánchez (Barcelona, 1998) es un director de cine español. Conocido por producciones como; Joc de Nens, Lamento, La verbena o Furias.

## Biografía
Estudió Bachillerato en L'Estonnac de Barcelona. Luego se matriculó en Comunicación Audiovisual en la Universidad Pompeu Fabra. En 2021 Se licenció en Escuela Superior de Cine y Audiovisuales de Cataluña donde realizó el máster de dirección cinematográfica. Antes de dedicarse al cine, estuvo trabajando para  empresas de publicidad, dirigiendo varios spots comerciales.

## Carrera Profesional
El mismo año que estudiaba cine, en 2021, y con tan solo 20 años, Rubén Sánchez dirigió su primer largometraje estrenado en Filmin, Flix Olé y Prime; Joc de Nens protagonizado por Pablo Scapigliati y la banda sonara del grupo española, La casa azul. Ese mismo año rodó también; Una Mujer frente al Mar que se estrenó en filmin y prime video , Post junto el actor malagueño, Marco Cáceres o El Chico del 98.
En junio de 2021 dirigió la película Lamento producida por smile film y protagonizada por Sara Jiménez, Antonia San Juan, Aitor Luna y representó a España en el festival de Busan. Obtuvo candidatura a los premios forqué y goyas de 2022.
En enero de 2022 empezó el rodaje Los Chicos de la Calle, en el Barrio de La florida. En la película narraba la vida de un menor no acompañado. 
En julio de 2023 estrenó su quinto largometraje como director; Furias sobre la primera generación de chicos marroquíes en España. Más tarde filmin y Prime asumieron los derechos de distribución en España.
El  4 de agosto de 2024. Rodó La verbena, junto a Gabriel d’Almeida y Robin Reese para Prime Vídeo y Filmin.  La historia de temática lgtb se centraba en una reunión de un grupo de amigos, duranete una noche de Verano en Barcelona.
. En 2025, la  revista Hollywood Reporter publicó un artículo sobre La verbena. Actualmente prepara A tu vera, su siguiente película junto a los Estados Unidos.

## Premios y nominaciones
| Año  | Categoría          | Película | Resultado |
| ---- | ------------------ | -------- | --------- |
| 2022 | Mejor Cortometraje | Lamento  | Candidato |

| Año  | Categoría          | Película | Resultado |
| ---- | ------------------ | -------- | --------- |
| 2022 | Mejor Cortometraje | Lamento  | Candidato |
| 2023 | Mejor Cortometraje | Furias   | Candidato |

### Otros premios y nominaciones
- 2022 - Semana de Cine de Medina del Campo
- 2022 - Busan International Short Film Festival   Nominación - Mejor Cortometraje
- 2022 - Semana de Cine de Melilla  Sección Oficial - Cortos
- 2022 - Certamen Nacional de Cortometraje de L’Alfàs del Pi
- 2022 - Indielisboa  Sección Oficial - Cortos
- 2022 - Curtas Vila do Conde International Film Festival  Sección Oficial - Cortos
- 2022 - Festival K-LIDOSCOPI  Sección Oficial - Cortos
- 2022 - Aesthetica Short Film Festival
- 2022 - Premios Pávez – Festival Nacional de Cortometrajes de Talavera de la Rein
- 2022 - Curtas – Festival do Imaxinario
- 2023 - Festival de cine de Lyon.
- 2024 - Festival de cine Viena.

## Filmografía

### Como director
- 2018 - Rosario
- 2020 - Joc de Nens
- 2021 - Una Mujer frente al Mar
- 2021 - Post
- 2021 - El noi del 98
- 2021 - Lamento
- 2022 - Los chicos de la calle
- 2023 - Furias
- 2024 - La verbena
- 2025 - A tu vera